# Kateretidae

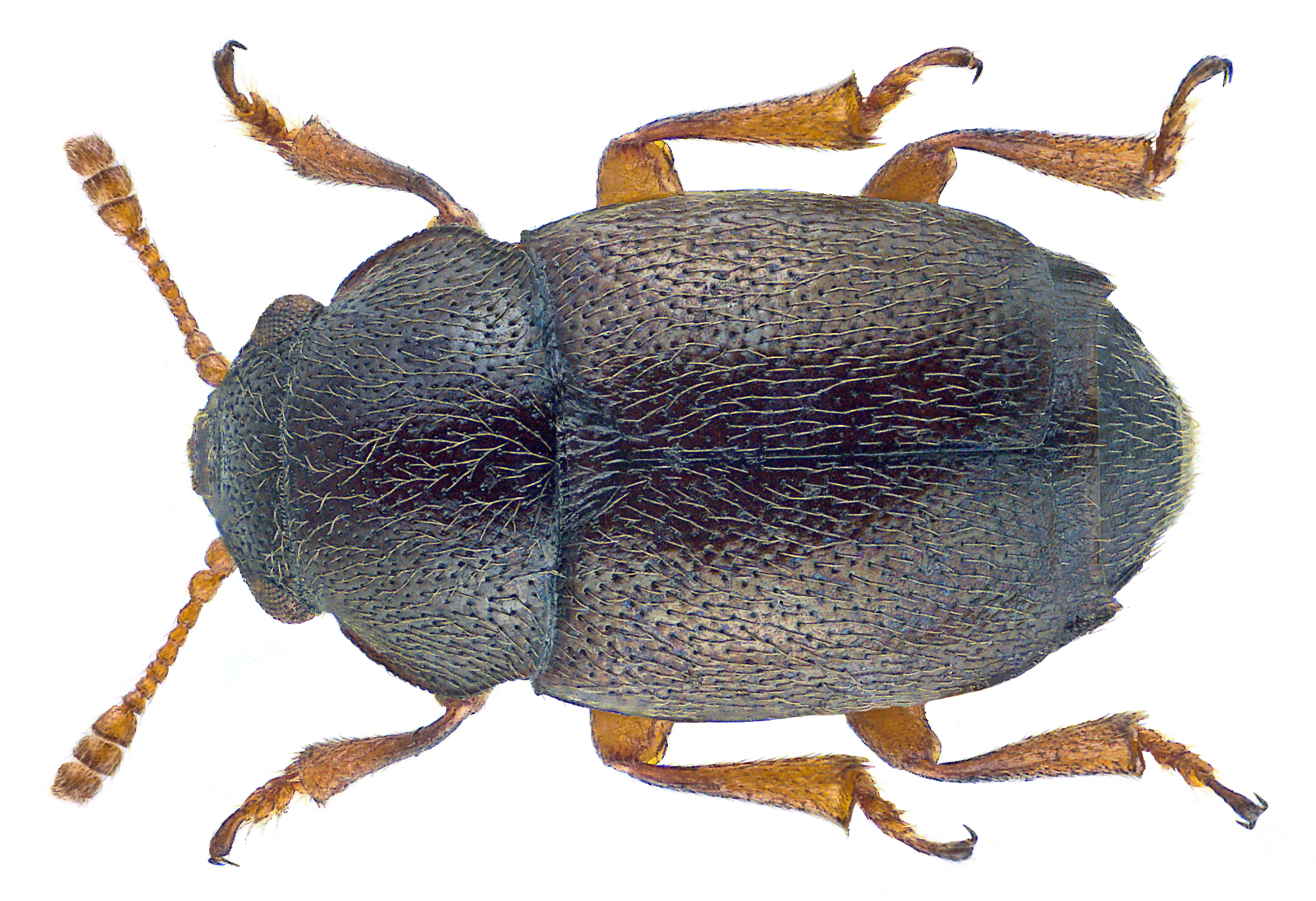
Brachypterus urticae

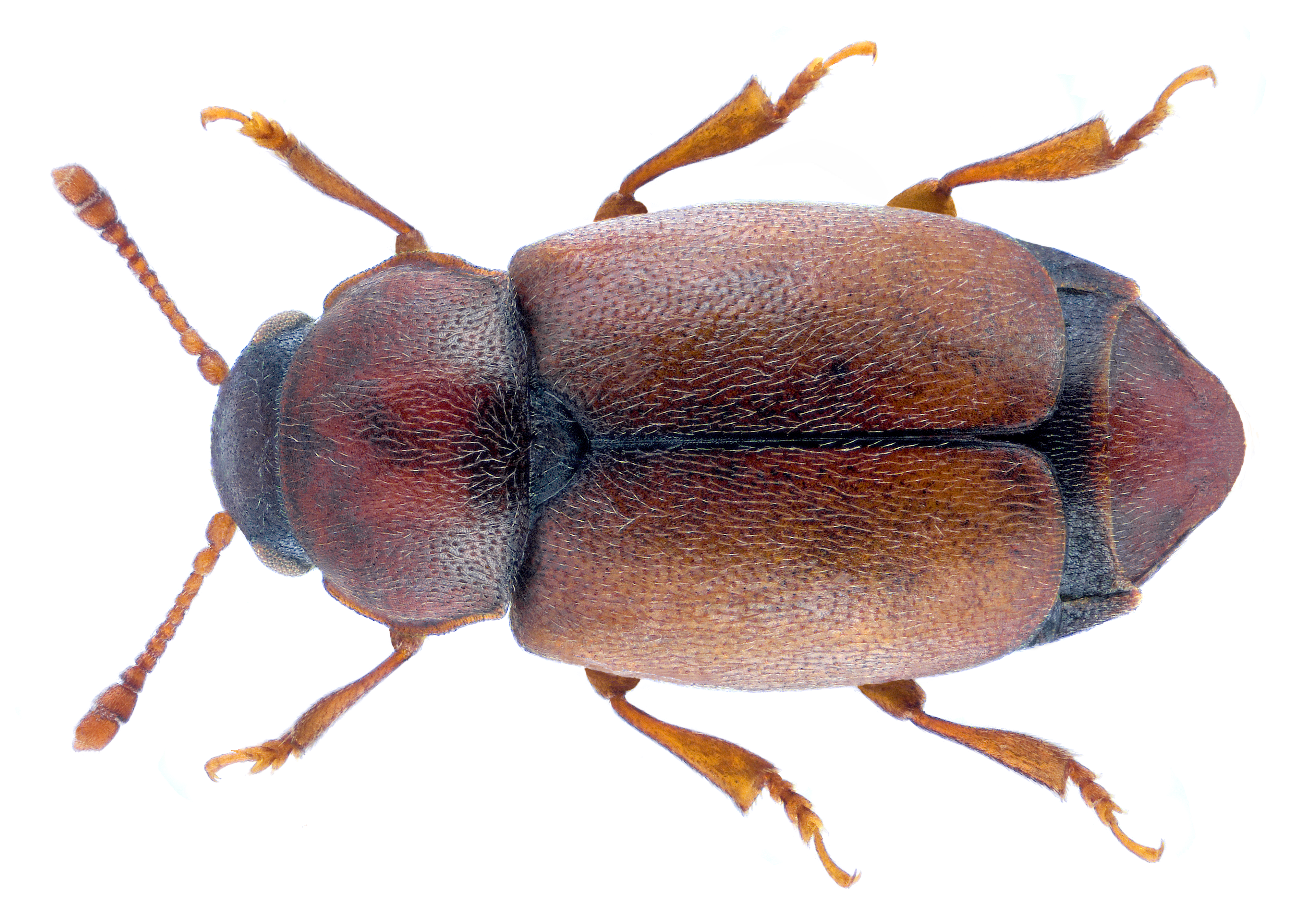
Heterhelus scutellaris

Kateretidae – rodzina chrząszczy z podrzędu wielożernych. Obejmuje około stu opisanych gatunków. Jej zasięg jest kosmopolityczny. Zarówno larwy, jak i postacie dorosłe są żerują na kwiatach roślin okrytonasiennych. Zapis kopalny rodziny sięga barremu w kredzie.

## Morfologia

### Owad dorosły
Chrząszcze o ciele w zarysie owalnym do podługowato-owalnego, spłaszczonym do wysklepionego, osiągającym od 1,3 do 6 mm długości. Oskórek wierzchniej strony ciała bywa nagi lub porośnięty kładącym się owłosieniem. Ubarwione są zwykle w odcieniach brązu i czerni, czasem z jaśniejszymi czy ciemniejszymi znakami.
Głowa jest prognatyczna, o co najwyżej przeciętnie wyłupiastych oczach złożonych z drobnych fasetek, odkrytych miejscach osadzenia czułków, krótkim lub nieobecnym szwie epistomalnym, wolnej, poprzecznej i szeroko, łukowato na przedzie wykrojonej wardze górnej, pozbawiona rowków i listewek podczułkowych. Czułki buduje 11 członów, z których trzy ostatnie formują luźno zestawioną buławkę. Przeciętnie zakrzywione żuwaczki mają niewyraźne prosteki, zwykle dobrze wykształcone mole i jeden lub dwa zęby. Szczęki mają długie, wąskie i przy szczytach dowewnętrznie zakrzywione żuwki zewnętrzne i wewnętrzne oraz cechujące się  walcowatym do prawie stożkowatego członem ostatnim głaszczki szczękowe. Wargę dolną charakteryzuje szeroki i mniej lub bardziej zaokrąglony języczek oraz mniej lub bardziej jajowate człony wierzchołkowe głaszczków wargowych. W tyle głowy brak jest gwałtownego przewężenia.
Przedplecze największą szerokość osiąga pośrodku lub w tyle i tam jest od 1,25 do 1,6 raza szersze niż dłuższe, nigdy nie będąc szerszym od pokryw. Tarczka jest dobrze wykształcona. Pokrywy są skrócone a ich długość wynosi od 0,8 do 1,1 ich wspólnej szerokości. Nie występuje na nich rządek przyszwowy. Wierzchołki mają ścięte do osobno zaokrąglonych, a boczne krawędzie niewidoczne przy patrzeniu od góry. Skrzydła tylnej pary cechują się zredukowanym użyłkowaniem, pozbawionym komórki klinowatej i z co najwyżej szczątkową komórką radialną. Szwy notosternalne są dobrze zaznaczone. Przedpiersie wypuszcza krótki i na całej długości wąski wyrostek międzybiodrowy. Poprzeczne panewki przednich bioder są szeroko zamknięte od wewnątrz i otwarte od zewnątrz. Śródpiersie ma w pełni obrzeżony przód. Okrągłe, częściowo zamknięte panewki bioder środkowych leżą w oddaleniu od siebie. Zapiersie jest pozbawione szwu poprzecznego. Panewki bioder tylny rozstawione są jeszcze szerzej niż środkowych. Widełki sternalne zatułowia cechują się krótkimi i szerokimi ramionami bocznymi. Odnóża mają golenie opatrzone dwiema ostrogami, pozbawione listewek na bocznych krawędziach i zazwyczaj odsiebnie rozszerzone, a stopy zbudowane z pięciu członów, z których trzy pierwsze są dwupłatowo rozszerzone, a ostatni zwieńczony niezmodyfikowanymi lub ząbkowanymi pazurkami.
Pygidium, a zwykle częściowo także poprzedzający je tergit nie są nakryte pokrywami. Na spodzie odwłoka widocznych jest pięć sternitów (wentrytów), z których pierwszy ma łukowaty do prawie ściętego na szczycie wyrostek międzybiodrowy, a niekiedy też linie zabiodrowe. Samica ma wydłużone pokładełko o stylikach umieszczonych przedwierzchołkowo lub całkiem zanikłych. Samiec ma edeagus o wolnych, stawowo z falolobazą połączonych, symetrycznych paramerach oraz o błoniastym płacie środkowym (prąciu) z wierzchołkowo umieszczoną, wspartą niesymetrycznym sklerytem bocznym fallotremą.

### Stadia rozwojowe

#### Jajo
Jaja są podługowato-owalne lub gruszkowate, długości od 1 do 1,5 mm i szerokości między 0,3 a 0,6 mm. Chorion może być przezroczysty do woskowo białego.

#### Larwa
Ciało larwy jest wydłużone do podługowato-owalnego, przeciętnie sklepione, o różnym stopniu pigmentacji i wyłącznie niezmodyfikowanych szczecinkach. Głowa bywa od prognatycznej do nieco hipognatycznej i nie jest wycofana w przedtułów. Zaopatrzona jest ona w cztery pary oczek larwalnych, zrośnięty z czołem nadustek, dużą i wolną wargę górną, jednozębne żuwaczki z wyraźnymi molami i bez prostek, niewielkie male, trójczłonowe głaszczki szczękowe, jednoczłonowe głaszczki wargowe i trójczłonowe czułki o mniejszym do poprzednich członie ostatnim. Przedtułów jest dłuższy od śródtułowia i zatułowia. Wszystkie te trzy segmenty są poprzeczne, zwykle ze sztywnymi szczecinkami na plecach i bokach. Dobrze wykształcone odnóża mają prawie dwukrotnie dłuższe niż szerokie uda i golenie oraz nieco krótsze od stopogoleni przedstopia. Odwłok buduje dziesięć segmentów, z których ostatni jest częściowo od góry osłonięty i częściowo zrośnięty z poprzednim. Brak jest pregomfów i urogomfów.

## Biologia i ekologia
Owady te występują od lasów po półpustynie. Zarówno larwy, jak i postacie dorosłe są antofagami, żerującymi na kwiatach roślin okrytonasiennych. Larwy poszczególnych gatunków są monofagiczne lub oligofagiczne. Wśród ich roślin pokarmowych znajdują się przedstawiciele ciborowatych, makowatych, pokrzywowatych, przewiertniowatych, sitowatych, szparagowatych i trędownikowatych. Postacie dorosłe są polifagiczne i żerują na kwiatach z różnych rodzin, także niewymienianych jako rośliny pokarmowe larw, jak astrowate, różowate i selerowate; zjadają głównie pyłek i płatki kwiatów.
Jaja składane są w kwiatach rośliny pokarmowej larwy. Rozwój larwalny zazwyczaj trwa od jednego do trzech tygodni. Przepoczwarczenie ma miejsce na roślinie żywicielskiej, w ściółce lub w glebie.

## Rozprzestrzenienie
Rodzina kosmopolityczna, najliczniej reprezentowana w strefach umiarkowanych i podzwrotnikowych obu półkul, mniej liczna w strefie tropikalnej. W Polsce stwierdzono 11 gatunków z trzech rodzajów (zobacz: Kateretidae Polski)

## Taksonomia i ewolucja
Rodzaj Kateretes wprowadzony został w 1793 roku przez Johanna Friedricha Wilhelma Herbsta. W wieku XIX pojawiał się w literaturze pod nazwami Cateretes i Catheretes. Od tej drugiej w 1837 roku William Kirby utworzył rodzinę Catheretidae. W 1845 roku przez Williama Ferdinanda Erichsona pod nazwą Brachypterinae, jako podrodzina w obrębie łyszczynkowatych. W 1923 roku Karl Wilhelm Verhoeff wyróżnił rodzinę Brachypteridae jako obejmującą  przedstawicieli Kateretinae i Meligethinae, jednak systematyka taka nie przyjęła się. Przez większość XX wieku omawiany takson wyróżniano w randze podrodziny Kateretinae w obrębie łyszczynkowatych, a jego pierwsze użycie przypisywano tekstowi Erichosona w publikacji Louisa Agassiza.
Paolo Audisio w 1984 roku oraz Aleksander Kirejczuk w 1986 roku zaproponowali wyniesienie omawianego taksonu do rangi odrębnej rodziny Kateretidae, czego dokonał ostatecznie Audiso w 1993 roku. W 1995 roku John Francis Lawrence i Alfred Francis Newton zwrócili uwagę na to, że nazwa Brachypteridae ma pierwszeństwo przez Kateretidae. W 1999 roku Międzynarodowa Komisja Nomenklatury Zoologicznej uznała jednak, że to nazwa Kateretidae będzie ważna. Później jednak zorientowano się, że do pierwszego użycia taksonu rangi rodzinowej doszło w publikacji Kirbyego z 1837 roku. W 2023 roku Kirejczuk i współpracownicy podzielili Kateretidae na dwie podrodziny.
Do rodziny tej zalicza się około 100 opisanych gatunków, zgrupowanych w rodzajach i podrodzinach:
- podrodzina: Antirhelinae Kirejtshuk, 2023
  - †Antirhelus Kirejtshuk, 2023
- podrodzina: Kateretinae Kirby, 1837
  - Amartus LeConte, 1861
  - Anamartus Jelinek, 1976
  - Anthonaeus Horn, 1879
  - Brachyleptus Motschulsky, 1845
  - Brachypterolus Grouvelle, 1913
  - Brachypterus Kugelann, 1794
  - †Eoceniretes Kirejtshuk et Nel, 2008
  - Heterhelus Jacquelin du Val, 1858
  - Jelinekiella Kirejtshuk, 2000
  - Kateretes Herbst, 1793
  - †Lebanoretes Kirejtshuk et Azar, 2008
  - Neobrachypterus Jelinek, 1979
  - Notobrachypterus Blackburn, 1892
  - Platamartus Reitter, 1892
  - Sibirhelus Kirejtshuk, 1989

Znany zapis kopalny Kateretinae sięga barremu w kredzie – z tego okresu pochodzą inkluzje Lebanoretes w bursztynie libańskim. Z kolei Antirhelinae znane są wyłącznie z datowanych na eocen inkluzji w bursztynie rówieńskim.
Na siostrzaną relację Kateretidae i łyszczynkowatych wskazują wyniki wielu analiz filogenetycznych, w tym Johna F. Lawrence’a i innych z 2011 roku, Andrew R. Cline’a i innych z 2014 roku, Jamesa A. Robertsona i innych z 2015 roku czy Cai Chenyanga i innych z 2022 roku. Z kolei w wynikach analizy Zhang Shangqiana i innych Kateretidae zajmują pozycję siostrzaną względem Cybocephalidae, tworząc z nimi klad siostrzany dla łyszczynkowatych.

## Znaczenie gospodarcze
Niektóre gatunki wymieniane są jako szkodniki upraw, np. zawleczony do Stanów Zjednoczonych Brachypterolus pulicarius jest tam wymieniany jako szkodnik na plantacjach poziomek.